# Бужора
Бужо́ра — высочайшая вершина Вулканического хребта в Украинских Карпатах. Расположена на массиве Большой Дол, на границе Керецковской и Иршавской общин Хустского района Закарпатской области, на северо-восток от города Иршава. Высота — 1081 м.
Куполообразная вершина и крутые, расчленённые притоками реки Боржавы склоны являются остатками погасшего вулкана. Состоит из андезитов, андезито-базальтов и туфов. Покрыта буковыми лесами и пралесами. Южные склоны горы крутые, западные и северные — пологие. К западу от вершины расположена гидрологическая достопримечательность природы — болото «Черная грязь», на юго-запад — заказник государственного значения Заколдованная долина. На север и северо-востоку от Бужор, за долиной реки Боржавы, лежит мощный горный массив — Полонина Боржава.
Ближайшие населенные пункты: с. Россошь, с. Керецки, с. Осой.